# Структурни изменения на публичността
Структурни изменения на публичността (на немски „Strukturkwandel der Öffentlichkeit“) е заглавието на публикуваната през 1962 г. дисертация на д-р Юрген Хабермас в специалност политология. Поздалгавието е „Изследвания върху една категория на буржоазното общество“. Хабермас, подобно на последващата дискусия в областта на социалните науки, описва всеобхватен социален процес, в който са включени медиите и политиката, както и бюрокрацията и икономиката, които формират появата на модерното масово общество.
През 1995 година книгата излиза в превод на български език, дело на Стилиян Йотов от Центъра за изследване на демокрацията и е издадена от Университетско издателство „Св. Климент Охридски“. След появата и разпространението на интернет технологиите, 60 години след оригиналната работа, Хабермас публикува кратко допълнение: Едно ново структурно изменение на публичността.

## Тезата на Хабермас
Хабермас описва развитието на буржоазната обществена сфера през осемнадесети и началото на деветнадесети век.
Първият преход се е случил в Англия, Франция, САЩ и Германия в продължение на 150 години от края на седемнадесети век. Хабермас се опитва да обясни растежа и упадъка на обществената сфера, като свързва политическите, социалните, културните и философските развития помежду им в мултидисциплинарен подход.
Първоначално съществуват монархични и феодални общества, които не правят разлика между държава и общество или между обществена и частна сфера. Тези феодални общества са преобразени в буржоазен либерален конституционен ред, който различава между публично и лично пространство. В рамките на частната сфера описва проявилата се „буржоазна обществена сфера“ в която се води рационално-критичен политически дебат, който формира ново явление, наречено обществено мнение. Тази първа голяма промяна се случва заедно с възхода на ранния неиндустриален капитализъм.
Вторият преход описва преминаването от либералната „буржоазна обществена сфера“ към съвременното масово общество на социалната държава. От началото на 30-те години на ХХ век се оформят нови социални, културни, политически и философски развития, които описват противоречията на обществената сфера. В модифицирания либерализъм на Мил и Токвил, Хабермас вижда емблематични проявления на тези противоречия.
Успоредно с тази философска прогресия срещу класическия либерализъм се наблюдава и социално-икономическа трансформация, задвижвана от индустриализацията. Резултатът са масовите общества, характеризиращи се с потребителски капитализъм. Разграниченията между публичното и частното и между държавата и обществото отново се размиват. Тези процеси водят до появата на модерната социална държава. Според Хабермас тези промени могат да се разглеждат като част от по-голяма диалектика, в която се правят политически промени в опит да се спаси либералният конституционен ред. Крайният ефект е разрушаването на „буржоазната обществена сфера“.
1. ↑   Хабермас Ю., Едно ново структурно изменение на публичността, София: Критика и хуманизъм, 2023